# Asplenium trichomanes

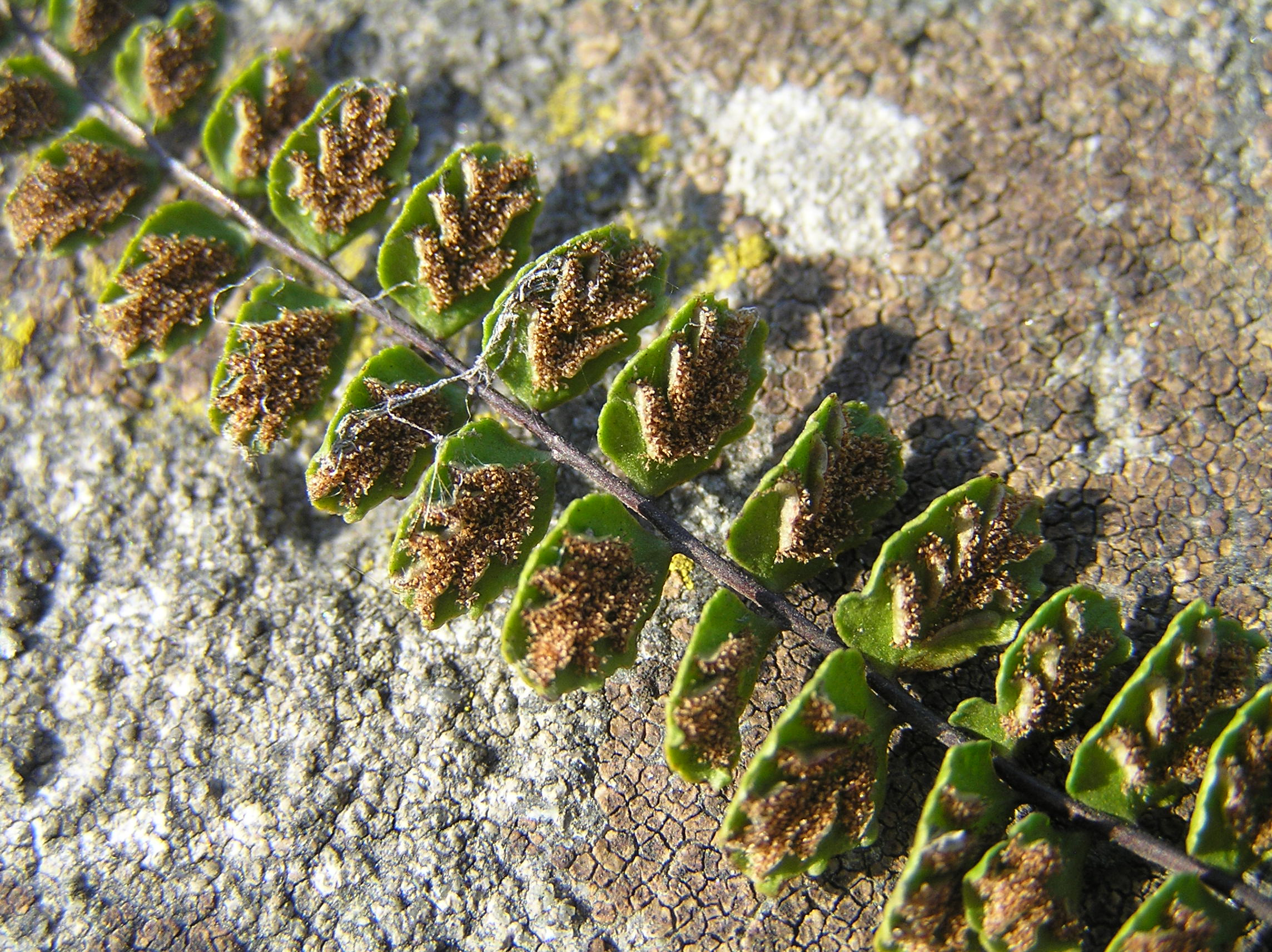

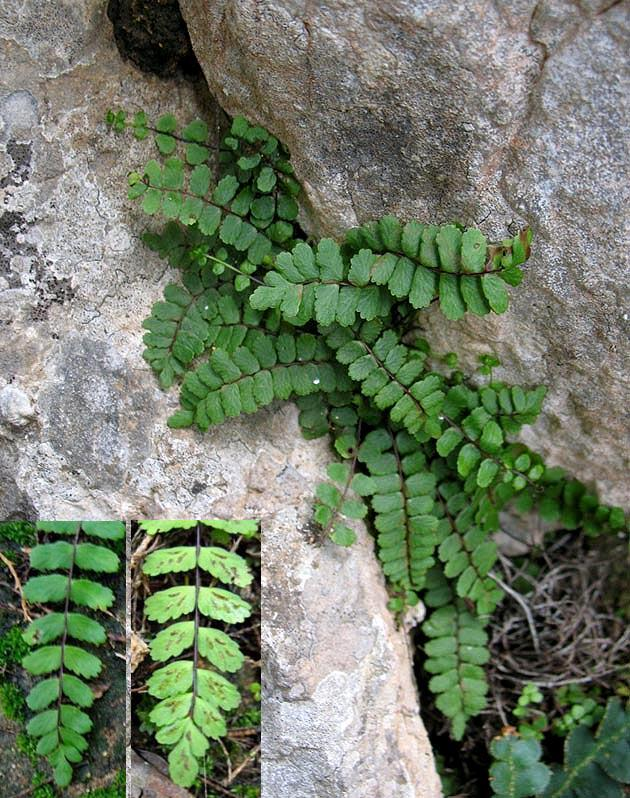

Asplenium trichomanes L. é uma espécie de fetos da família Aspleniaceae. A espécie é conhecida pelos nomes comuns de polítrico ou tricomanes.

## Descrição
Planta vivaz, de tamanho muito variável (10–50 cm), com rizoma curto, escamoso, do qual brotam numerosas raízes delgadas, duras, negras, e um conjunto de frondes, estreitas e compridas, com o ráquis endurecido, cinzento escuro e com brilho ceroso. Limbo linear, pinado uma única vez, com 15-30(40) pares de segmentos ovais, um pouco irregulares, de margens dentadas, mais largos os basais que os superiores.
Os soros são lineares, nos quais os esporângios maturam ao longo de todo o ano.

## Distribuição ehabitat
A área de distribuição natural da espécie inclui a Europa e grande parte da Ásia,estendendo-se para sul até à Turquia, Irão e a região dos Himalaias, com uma população no Iémen. Aparece também no norte, sul e partes do leste de África, no leste da Indonésia, sueste da Austrália, Tasmânia, Nova Zelândia e Havai. Encontra-se ainda na América do Norte e na América Central, em Cuba e no norte e oeste da América do Sul.
O habitat típico são as fissuras e fendas de rochas e muros húmidos e sombrios. Diferentes subespécies apresentam distintas preferências edafo-climáticas e de exposição solar:
- A. t. subsp. trichomanes prefere solos ácidos e arenosos , basalto e granito.
- A. t. subsp. quadrivalens prefere rochas calcárias e doleríticas.
- A. t. subsp. pachyrachis ocorre principalmente em rochas calcárias e muros.

Estratos da planta são utilizados como emoliente, anti-inflamatório e expectorante.